# Георг Шнеевойгт
Георг Леннарт Шнеевойгт (швед. Georg Lennart Schnéevoigt; 8 листопада 1872, Виборг — 28 листопада 1947, Мальме) — фінський віолончеліст і диригент.
Син диригента Ернста Бернхарда Шнеевойгта (1835—1905), який керував оркестрами в Виборзі і Тампере. Навчався грі на віолончелі спершу в Гельсінгфорсі у Отто Хученройтера, потім в Зондерсгаузені у Карла Шредера, в Лейпцигській консерваторії у Юліуса Кленгеля і в Брюссельській консерваторії у Едуарда Якобса. 1892 року дебютував у складі одного з московських оркестрів, в 1893—1895 рр. грав у складі оркестру Юліуса Лаубе в Гамбурзі, потім, 1896–1902 роках був першою віолончеллю Гельсінського філармонічного оркестру, одночасно викладав віолончель у міському музичному училищі. Гастролював Європою як соліст, в тому числі разом з дружиною-піаністкою.
Надалі повністю перейшов на диригування. У 1901–1914 роках керував оркестром у Ризі, одночасно в 1905–1908 роках був головним диригентом Мюнхенського філармонічного оркестру, в 1908—1909 рр., працював також у Києві. У 1915–1924 роках очолював Стокгольмський філармонічний оркестр, в 1919–1921 роках одночасно був музичним керівником Філармонічного оркестру Осло. У 1927–1929 роках керував Лос-Анджелеським філармонічним оркестром. У 1928–1932 роках очолював Ризьку оперу й викладав у Латвійській консерваторії (серед його учнів, зокрема, Яніс Іванов і Леонід Вігнер). Від 1930 року й до самої смерті очолював Симфонічний оркестр Мальме. Одночасно в 1932–1940 роках був головним диригентом Гельсінського філармонічного оркестру.
Шнеевойгт був близьким другом Яна Сібеліуса, багато виконував його твори, першим здійснив запис Шостої симфонії. Шнеевойгта критикували за надмірно флегматичну манеру керівництва оркестром, але відомо, що, диригуючи музикою Сібеліуса, він часом не міг стримати сліз.
Дружина Шнеевойгта Сігрід Інгеборг Шнеевойгт, (1878—1953), була піаністкою й музичним педагогом, професором Академії імені Сібеліуса.